# Obila abbreviata
Obila abbreviata là một loài bướm đêm trong họ Geometridae.